# Benno Wissing

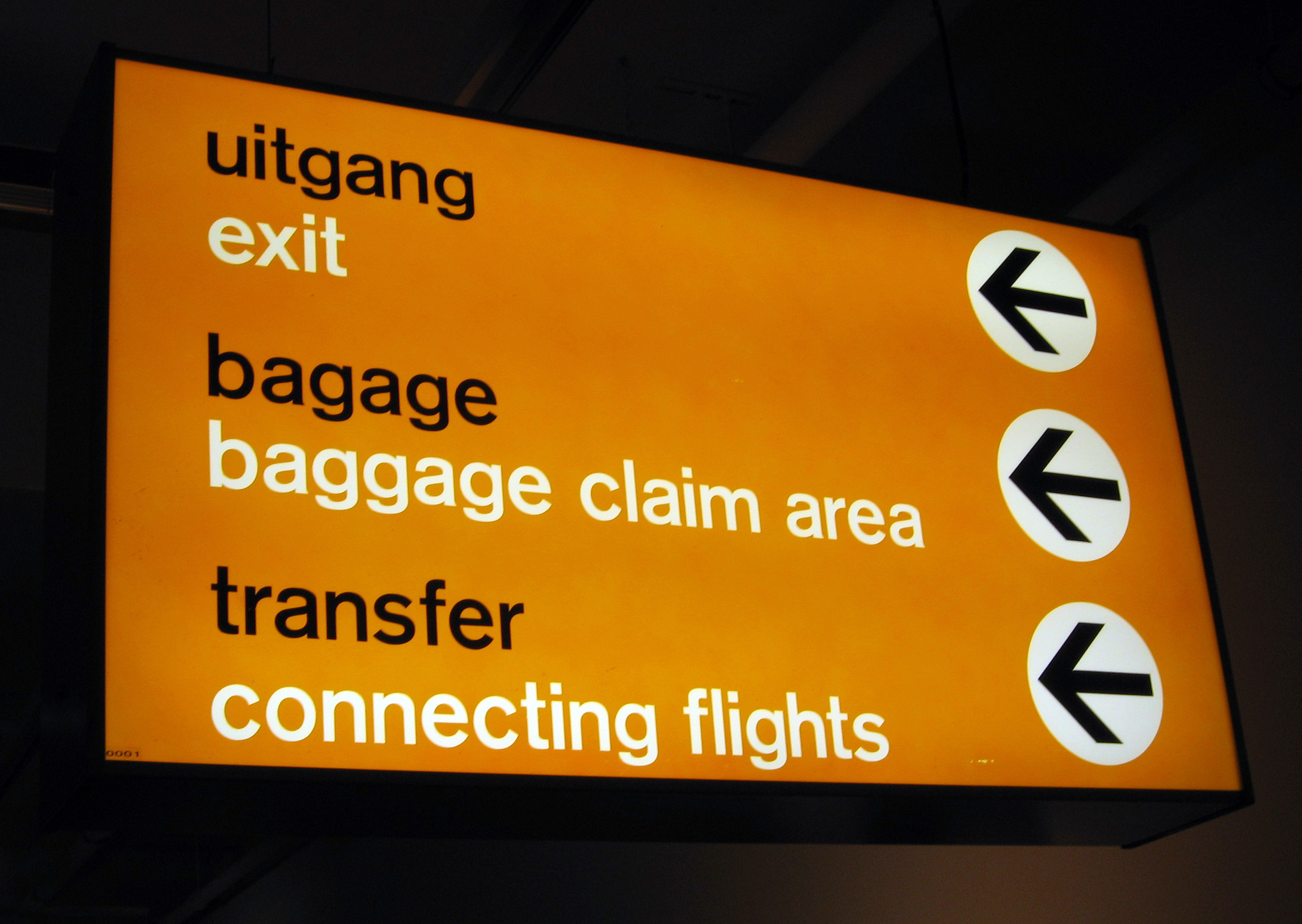
Bewegwijzering voor Schiphol ontworpen door Wissing van Total Design.

Bernard (Benno) Wissing (Renkum, 26 mei 1923 - Bristol, Rhode Island 7 januari 2008) was een Nederlands ontwerper, schilder, graficus en architect. Hij genoot een opleiding als kunstschilder  aan de Kunstacademie in Rotterdam.
Hij begon zijn carrière in 1949 als huisontwerper van museum Boijmans in Rotterdam onder directeur Ebbinge Wubbe. Hij ontwierp catalogi en affiches en richtte tentoonstellingen in.
Hij was een van de oprichters van ontwerpbureau Total Design waarmee hij van 1963 tot 1972 verbonden was.
Wissing is bekend geworden door zijn in 1967 ontworpen bewegwijzering voor Schiphol, maar ook het logo van de winkelketen Makro, de huistijl van De Doelen en warenhuis Metz & Co, en de affiches van het Holland Festival.
In 1972 begon hij zijn eigen bureau. In 1980 werd hij uitgenodigd om te komen werken aan de Rhode Island School of Design, maar hij bleef affiches maken voor het Holland Festival.
Wissing ontving in 1996 de oeuvreprijs van het Fonds voor Beeldende Kunsten, Vormgeving en Bouwkunst.